# Meyrieu-les-Étangs
Meyrieu-les-Étangs település Franciaországban, Isère megyében. Lakosainak száma 1029 fő (2022. január 1.). Meyrieu-les-Étangs Artas, Châtonnay, Culin, Saint-Agnin-sur-Bion, Sainte-Anne-sur-Gervonde és Saint-Jean-de-Bournay községekkel határos.

## Népesség
A település népességének változása:
| Lakosok száma | 423  | 495  | 551  | 757  | 923  | 969  | 1015 | 1025 | 1027 | 1029 |
|               | 1968 | 1982 | 1990 | 2006 | 2013 | 2015 | 2017 | 2019 | 2020 | 2022 |

## Testvérvárosok
- Répcebónya, Ausztria, 1995 óta